# 默布峰
47°01′30″N 12°08′51″E / 47.024901°N 12.147397°E
默布峰（德語：Merbspitze），是南歐的山峰，位於奧地利和意大利接壤的邊境，屬於維內迪傑山脈的一部分，海拔高度3,090米，人類在1882年8月21日首次登頂。